# Anthicus abyssinicus
Anthicus abyssinicus là một loài bọ cánh cứng trong họ Anthicidae. Loài này được Pic & Hawkins miêu tả khoa học năm 1957.